# Aménagement numérique
 (décembre 2016).
Le concept d'aménagement numérique correspond au rapprochement de deux notions : l'aménagement du territoire, généralement compris comme une action des pouvoirs publics visant au développement du territoire, et le numérique, désignant généralement l'univers des technologies de l'information et de la communication, ou de façon plus générale la société de l'information.
L'aménagement numérique d'un territoire est donc le processus par lequel les acteurs publics améliorent les conditions d'accès aux ressources de la société de l'information, pour la population (particuliers et entreprises) de ce territoire. Il regroupe l'ensemble des actions visant à réduire la fracture numérique entre les personnes et les territoires, à favoriser le développement des usages et des services numériques, et à accompagner la transition numérique des acteurs économiques, sociaux et culturels. 
C'est un enjeu devenu avec l'avènement du Web 2.0 rapidement  majeur pour l'attractivité, la compétitivité et la cohésion des territoires, aussi pour la soutenabilité du développement.
Concrètement, cela se traduit par :
- le déploiement de réseaux de communications électroniques sur le territoire ;
- le développement d'une offre de services répondant aux besoins de la population du territoire considéré ;
- l'accompagnement de la population dans l'appropriation des outils.

Des questions nouvelles de (Gouvernance des données notamment) sont posées par l'émergence en 2022 de l'Intelligence artificielle générative

## En France

### De l'action privée seule à l'aménagement duterritoire numérique
Si ce sont les opérateurs privés (FAI) qui contribuent principalement au déploiement de tels réseaux depuis l’ouverture totale à la concurrence de ce marché en 1998, cette situation laissée au jeu libre du marché ne suffit pas à apporter une offre d’infrastructures et de services satisfaisante sur tout le territoire : on assiste aujourd’hui à une forte différenciation géographique dans l’offre disponible, en matière de diversité, de tarif, de performance. 
Par l'aménagement numérique, les pouvoirs publics (collectivités territoriales et État), responsables de l'aménagement des territoires sur lesquels ils sont respectivement compétents, visent à dépasser les stratégies des opérateurs, voire compenser les inégalités territoriales engendrées par leurs déploiements, tout en cherchant à stimuler le marché.
L'échelle de territoire considérée est variable : il peut s'agir d'un territoire d'échelle communale (voire infracommunale, en particulier lorsqu'on considère une grande ville et ses différents quartiers), intercommunale, départementale, régionale, ou nationale. Suivant l'échelle considérée, les acteurs et les actions possibles ne sont pas nécessairement les mêmes. Les interventions aux différentes échelles sont complémentaires.
La loi MAPTAM du 27 janvier 2014 a confié aux Régions la mission de chef de file de l'aménagement numérique, en lien avec les départements et les communes. Elles définissent et mettent en œuvre les Schémas directeurs territoriaux d'aménagement numérique (SDTAN), qui fixent les objectifs et les modalités de déploiement des infrastructures numériques sur leur territoire, notamment la couverture en très haut débit. Elles peuvent aussi soutenir financièrement les projets portés par les collectivités locales ou les opérateurs privés, dans le cadre de contrats de plan État-région (CPER) ou de fonds européens. L'aménagement numérique est aussi l'un des levier pour la planification écologique des territoires s'il contribue aux solutions innovantes et durables destinées à répondre aux défis environnementaux ; par exemple en diminuant la mobilité motorisées, en offrant des alternatives à la voiture individuelle (covoiturage, autopartage, transports en commun, etc.), en optimisant les déplacements (information multimodale, gestion du trafic, etc.) ou en réduisant les besoins de mobilité (télétravail, téléformation, télémédecine, etc.) ; en soutenant la transition énergétique dont en facilitant la production et la consommation d'énergies renouvelables (smart grids, autoconsommation, etc.), en soutenant l'efficacité énergétique des bâtiments (domotique, smart building, etc.) ou en sensibilisant les citoyens aux éco-gestes (applications, plateformes collaboratives, etc.), autant de sujets traités par les conseils régionaux dans leur schéma régional d'aménagement, de développement durable et d'égalité des territoires (SRADDET), qui définit les orientations stratégiques de la région en matière d'environnement, de climat, de biodiversité, d'énergie, etc.. Il s'agit aussi de limiter les impacts du numérique sur les ressources naturelles (consommation de métaux rares et d'énergie, émission de gaz à effet de serre, production de déchets électroniques, etc.) et en favorisant son recyclage et sa réutilisation (économie circulaire, sobriété numérique, etc.).

### Objectifs de l'aménagement numérique
L'aménagement numérique a d'abord consisté à limiter les déséquilibres entre les territoires sur le plan de leur accessibilité et de leur compétitivité dans la société de l'information et de la connaissance.
Il s'agit donc, pour la collectivité responsable d'un territoire donné, de :
- renforcer son attractivité économique par la disponibilité d'offres haut débit et très haut débit concurrentielles ;
- conforter la compétitivité de ses entreprises ;
- favoriser la cohésion sociale et le désenclavement par l'accès aisé aux différents services en ligne (commerce, administration, éducation, culture, travail, formation…)

À un niveau plus global, il s'agit :
- de faire en sorte que chaque territoire dispose de l'offre la mieux adaptée, en fonction de ses enjeux et des moyens mobilisables. Cela revient à s'assurer qu'il n'y ait pas de laissés pour compte du haut débit, puis du très haut débit, sans pour autant rechercher une stricte égalité de tous les territoires sur le plan des offres disponibles.
- d'accompagner les territoires les plus denses, au regard de la population et de l'activité économique, vers des offres leur permettant notamment de rester compétitifs sur la scène européenne et internationale. Cela correspond en particulier au développement du très haut débit.

### Quelles actions pour les pouvoirs publics?
Les actions des collectivités territoriales, conduites avec l'appui de l'État sont de plusieurs ordres ; elles dépendent du contexte particulier de chaque territoire : niveau d'équipement existant, présence des opérateurs privés, niveau de concurrence, offres disponibles, besoins de la population et des entreprises du territoire, moyens dont disposent les collectivités, etc.
Une première action des pouvoirs publics peut être la coordination des différents acteurs, afin que les différentes initiatives convergent de manière optimale (techniquement et économiquement) vers une action globale représentant le meilleur compromis entre les intérêts des différents acteurs. On retrouve ici un des rôles traditionnels des acteurs publics dans l'aménagement du territoire.
Une seconde action peut être la mutualisation des infrastructures, partie la plus coûteuse de la construction de réseaux de communications électroniques : ainsi, une collectivité peut mettre à disposition de plusieurs opérateurs des infrastructures d'accueil (fourreaux, pylônes, locaux techniques, etc.), qu'elle aura elle-même construites.
Dans le contexte d'une économie libérale, les acteurs publics n'ont pas vocation à se substituer aux opérateurs et fournisseurs de services privés ; Ce sont souvent plutôt des facilitateurs des initiatives privées. Ainsi, par exemple, une action de mutualisation des infrastructures établies par la collectivité aura pour effet de diminuer le coût de déploiement d'un opérateur privé sur un territoire (car celui-ci n'aura pas à construire ses propres infrastructures), et donc de favoriser l'apparition d'offres plus attractives pour la population (clientèle résidentielle comme professionnelle).
Si un territoire est délaissé par l'initiative privée, la loi permet tout de même aux collectivités territoriales de déployer et exploiter elles-mêmes un réseau de communications électroniques à haut débit ; elles deviennent alors fournisseurs d'accès à internet, de la même manière que certaines fournissent aujourd'hui l'eau ou l'électricité. Cette situation est cependant relativement rare aujourd'hui.

### Fondements juridiques
Les principaux fondements juridiques à l'action des collectivités territoriales en matière d'aménagement numérique sont précisés dans l'article L1425-1 du Code général des collectivités territoriales (CGCT). Introduit par la Loi pour la confiance dans l'économie numérique, l'article L1425-1 du CGCT ouvre aux collectivités territoriales et à leurs groupements la possibilité d'intervenir dans le domaine des communications électroniques afin de pallier un éventuel déficit d'offres privées sur les territoires.
Il les autorise à établir un réseau de communications électroniques en vue de le mettre à disposition d'opérateurs ou de l'exploiter directement pour fournir de la bande passante ou des lignes abonnés à des fournisseurs de service, voire fournir indirectement un accès à l'utilisateur final en cas d'insuffisance avérée d'initiative privée.